# 40M Turán I
40M Turán I je bio srednji tenk Kraljevine Mađarske tijekom Drugog svjetskog rata. Napravljen je na temelju čehoslovačkog tenka Škoda T-21. Proizveden je u 424 primjerka u dvije inačice: s 40 mm i 75 mm topom. Korišten je u mađarskim jedinicama, a prvi puta je korišten u Galiciji u travnju 1944. gdje se nije moga nositi sa sovjetskim T-34.

### Unutarnje poveznice
- 38M Toldi

### Zajednički poslužitelj
|  | Zajednički poslužitelj ima stranicu o temi 40M Turán I    |
|  | Zajednički poslužitelj ima još gradiva o temi 40M Turán I |